# صموئيل أ. وارد
صموئيل أ. وارد (بالإنجليزية: Samuel A. Ward)‏ هو ملحن أمريكي، ولد في 28 ديسمبر 1847 في نيوآرك في الولايات المتحدة، وتوفي بنفس المكان في 28 سبتمبر 1903.

## وصلات خارجية
- صموئيل أ. وارد على موقع IMDb (الإنجليزية)
- صموئيل أ. وارد على موقع ميوزك برينز (الإنجليزية)
- صموئيل أ. وارد على موقع أول ميوزيك (الإنجليزية)
- صموئيل أ. وارد على موقع ديسكوغز (الإنجليزية)